# Joseph Hardy (historien)
Pour les articles homonymes, voir Joseph Hardy et Hardy.
Joseph Hardy, né le 12 janvier 1884 à Mortroux  et décédé en 1961, est un helléniste et historien belge.

## Biographie
Après des études aux collèges de Herve et de Visé, Joseph Hardy étudie à l'université de Liège où il est l'élève de l'helléniste Charles Michel. Il y obtient son doctorat de philologie classique. Il enseigne à Arlon, Bouillon, Mons puis Charleroi.
On lui doit entre autres une traduction de la Poétique d'Aristote ainsi que plusieurs ouvrages sur l'histoire de Charleroi.

## Œuvres
- Charleroi : Ses origines et son nom, La Vie wallonne, 1951
- Siège de Charleroi : comment la ville fut bombardée en 1692, assiégée et prise en 1693, La Vie wallonne, 1953

## Traductions
- Aristote, Poétique, Les Belles Lettres, 1932, 148 p.